# 아퍼르디타 드레샤이
아퍼르디타 드레샤이(Afërdita Dreshaj, 1986년 7월 19일 ~ )는 알바니아의 가수, 모델이자 미인 대회 우승자이다. 2011년 미스 코소보 우승자이며 미스 유니버스 2011에서 코소보 대표로 참가했다.